# Andrić-Preis
Der Andrić-Preis (Andrićeva nagrada) ist ein serbischer Literaturpreis, der jährlich von der Belgrader Ivo-Andrić-Stiftung vergeben wird. Der Schriftsteller Ivo Andrić hatte die Verleihung des Preises in seinem Testament angeregt. Dieser wird seit 1975 – dem Todesjahr des Schriftstellers – jeweils zum Geburtstag des Namenspatrons an den Autor einer neu erschienenen Erzählung, einer Kurzgeschichte oder eines Zyklus in serbischer Sprache vergeben, die „der Würde von Andrićs Werk entsprechen“. 2010 fand die Jury keine Einreichung dieser Anforderung gewachsen und verzichtete auf eine Verleihung. Die Auszeichnung ist gegenwärtig mit 100.000 Dinar dotiert.

## Preisträger
- 1975: Dragoslav Mihailović für Petrijin venac
- 1976: Antonije Isaković für Tren
- 1977: Milisav Savić für Ujak naše varoši
- 1978: Aleksandar Tišma für Škola bezbožništva
- 1979: Mirko Kovač für Slike iz porodičnog albuma Meštrevića
- 1980: Ćamil Sijarić für Francuski pamuk
- 1981: Svetlana Velmar-Janković für Dorćol
- 1982: David Albahari für Opis smrti
- 1983: Danilo Kiš für Enciklopedija mrtvih
- 1984: Vidosav Stevanović für Carski rez
- 1985: Radoslav Bratić für Slike bez oca
- 1986: Mladen Markov für Starci na selu
- 1987: Filip David für Princ vatre
- 1988: Jovan Radulović für Dalje od oltara
- 1989: Radoslav Petković für Izveštaj o kugi
- 1990: Saša Hadži Tančić für Zvezdano povezani
- 1991: Milica Mićić Dimovska für Odmrzavanje
- 1992: Voja Čolanović für Prirodan odgovor
- 1993: Živojin Pavlović für Tavan
- 1994: Vida Ognjenović für Otrovno mleko maslačka
- 1995: Pavle Ugrinov für Nikoleta
- 1996: Radovan Beli Marković für Setembrini u Kolubari
- 1997: Danilo Nikolić für Ulazak u svet
- 1998: Miroslav Josić Višnjić für Novi godovi
- 1999: Aleksandar Gatalica für Vek
- 2000: Vladan Matijević für Prilično mrtvi
- 2001: Milorad Pavić für Priče sa savske padine
- 2002: Miroslav Toholj für Mala Azija i priče o bolu
- 2003: Mihajlo Pantić für Ako je to ljubav
- 2004: Jovica Aćin für Dnevnik o vagini
- 2005: Ljubica Arsić für Maco da l' me voliš
- 2006: Goran Petrović für Razlike
- 2007: Ljiljana Dugalić für Akt
- 2008: Mirko Demić für Molski akordi
- 2009: Milenko Pajić für Dokumentarne priče
- 2010: nicht vergeben
- 2011: Milovan Marčetić für Izlazak
- 2012: Mirjana Pavlović für Trpeza bez glavnog jela
- 2013: Drago Kekanović für Usvojenje
- 2014: Uglješa Šajtinac für Banatorijum
- 2015: Vule Žurić für  Tajna crvenog zamka
- 2016: Jelena Lengold für Raščarani svet
- 2017: Vladimir Kecmanović für Ratne igre